# Mamestra dissimilis
Mamestra dissimilis är en fjärilsart som beskrevs av August Wilhelm Knoch 1781. Mamestra dissimilis ingår i släktet Mamestra och familjen nattflyn. Inga underarter finns listade i Catalogue of Life.